# Tadg mac Briain
Tadg, Tadgh, Tadc ou Teige mac Briain (mort en 1023) co-roi de Munster de 1014 à 1023.

## Origine
Tadg est le fils de Brian Boru et d'Echrad, fille de Carlus mac Ailella d'Uí Áeda Odba.

## Co roi
Après la mort de Brian Boru lors de la bataille de Clontarf en 1014, Tadg est un sérieux prétendant au titre de roi de Munster, mais il se trouve en rivalité avec son demi-frère Donnchad mac Briain. Il inflige une défaite initiale à son frère et à l'allié de celui-ci Ruaidrí ua Donnocáin roi d'Arad Mais selon les Annales d'Ulster , Tagd est assassiné à l'instigation de Donnchad en 1023 ,

## Postérité
Selon les Banshenchas (« Connaissance des femmes »)  Tadg épousa Mór, fille de Gilla Brigte Ua Maíl Muaid du Cenél Fiachach, et laisse un filsː Toirdhealbhach mac Taidgh Ua Briain (anglais: Turlough O'Brien), de son épouse .Toirdhealbhach mac Taidgh deviendra à son tour roi de Munster et Ard ri Erenn après avoir déposé son oncle.

## Sources
- (en) Cet article est partiellement ou en totalité issu de l’article de Wikipédia en anglais intitulé « Tadc mac Briain » (voir la liste des auteurs), édition du 19 avril 2012.
- (en) Dictionary of Irish Biography, article de Denis Caseyː Tadc